# Liste der Baudenkmale in Langen (Emsland)
In der Liste der Baudenkmale in Langen sind alle Baudenkmale der niedersächsischen Gemeinde Langen aufgelistet. Die Quelle der Baudenkmale ist der Denkmalatlas Niedersachsen. Der Stand der Liste ist der 16. Juni 2021.

## Allgemein
In den Spalten befinden sich folgende Informationen:
- Lage: die Adresse des Baudenkmales und die geographischen Koordinaten. Kartenansicht, um Koordinaten zu setzen. In der Kartenansicht sind Baudenkmale ohne Koordinaten mit einem roten Marker dargestellt und können in der Karte gesetzt werden. Baudenkmale ohne Bild sind mit einem blauen Marker gekennzeichnet, Baudenkmale mit Bild mit einem grünen Marker.
- Bezeichnung: Bezeichnung des Baudenkmales
- Beschreibung: die Beschreibung des Baudenkmales. Unter § 3 Abs. 2 NDSchG werden Einzeldenkmale und unter § 3 Abs. 3 NDSchG Gruppen baulicher Anlagen und deren Bestandteile ausgewiesen.
- ID: die Objekt-ID des Baudenkmales
- Bild: ein Bild des Baudenkmales, ggf. zusätzlich mit einem Link zu weiteren Fotos des Baudenkmals im Medienarchiv Wikimedia Commons. Wenn man auf das Kamerasymbol klickt, können Fotos zu Baudenkmalen aus dieser Liste hochgeladen werden:

## Langen

### Gruppe: Gutsanlage Grumsmühlen
Die Gruppe „Gutsanlage Grumsmühlen“ hat die ID 35898670.

| Lage                                    | Bezeichnung              | Beschreibung                          | ID       | Bild |
| --------------------------------------- | ------------------------ | ------------------------------------- | -------- | ---- |
| Grumsmühlen 52° 32′ 30″ N, 7° 25′ 40″ O | Kapelle                  |                                       | 35926132 | BW   |
| Grumsmühlen 52° 32′ 13″ N, 7° 25′ 28″ O | Mühle                    | Ölmühle (Wassermühle) Gut Grumsmühlen | 35926251 | BW   |
| Grumsmühlen 52° 32′ 31″ N, 7° 25′ 40″ O | Grablege                 |                                       | 35928557 | BW   |
| Grumsmühlen 52° 32′ 30″ N, 7° 25′ 45″ O | Graft                    |                                       | 35928355 | BW   |
| Grumsmühlen 52° 32′ 32″ N, 7° 25′ 39″ O | Torhaus                  |                                       | 35926280 | BW   |
| Grumsmühlen 52° 32′ 33″ N, 7° 25′ 40″ O | Torhaus                  |                                       | 35926164 | BW   |
| Grumsmühlen 52° 32′ 33″ N, 7° 25′ 38″ O | Nebengebäude             |                                       | 35926193 | BW   |
| Grumsmühlen 52° 32′ 32″ N, 7° 25′ 36″ O | Herrenhaus               |                                       | 35926098 | BW   |
| Grumsmühlen 52° 32′ 29″ N, 7° 25′ 32″ O | Wohn-/Wirtschaftsgebäude |                                       | 35926220 | BW   |
| Grumsmühlen 52° 32′ 29″ N, 7° 25′ 31″ O | Nebengebäude             |                                       | 35928480 | BW   |

### Einzelbaudenkmale
| Lage                                             | Bezeichnung              | Beschreibung  | ID       | Bild           |
| ------------------------------------------------ | ------------------------ | ------------- | -------- | -------------- |
| Bawinkeler Straße 12 52° 32′ 41″ N, 7° 27′ 28″ O | Wohn-/Wirtschaftsgebäude |               | 35926334 | BW             |
| Zum Brink 9 52° 32′ 17″ N, 7° 27′ 44″ O          | Wegekapelle              |               | 35928108 | BW             |
| Zum Brink 9 52° 32′ 17″ N, 7° 27′ 43″ O          | Baumkranz                |               | 35928642 | BW             |
| Bawinkeler Straße 4 52° 32′ 25″ N, 7° 27′ 52″ O  | Backhaus                 | Jugendzentrum | 35926361 | BW             |
| Rutmerstraße 52° 32′ 28″ N, 7° 28′ 11″ O         | Kirche                   |               | 35926388 | Weitere Bilder |
| Espeler Straße 52° 32′ 28″ N, 7° 28′ 10″ O       | Kriegerdenkmal           |               | 35928508 | BW             |
| Espeler Straße 52° 32′ 27″ N, 7° 28′ 13″ O       | Wegekreuz                | Feldkreuz     | 35928189 | BW             |
| Espel 15 52° 31′ 58″ N, 7° 29′ 10″ O             | Nebengebäude             | Scheune       | 35928161 | BW             |